# سوته‌ده
سوته‌ده، روستایی در دهستان انزان شرقی بخش مرکزی شهرستان بندرگز استان گلستان ایران است.

## جمعیت
بر پایه سرشماری عمومی نفوس و مسکن در سال ۱۳۹۵ جمعیت این مکان ۳۹۷ نفر (۱۲۷خانوار) بوده‌است.

## جغرافیا
روستای سوته‌ده در غرب استان گلستان قرار دارد. این روستا از سمت شمال به دریای خزر و از سمت جنوب به جنگل وسیع شمال مشرف است. این روستا در بین روستاهای باغو و گلفرا قرار دارد و با جاذبه‌های زیبای توریستی چون نگینی محصور در میان جنگل و دریا می‌درخشد. قدمت این روستا به بیش از ۹۰۰ سال می‌رسد و از فامیل‌های آن می‌توان به حسینی-شهسواری، شهسوار، سپانلو-شربتی-اسماعیلی -وزواری- عرب -صابری-نکاحی-وکیلی-خندان-فغانی -دیدار-تیموری-منزلدره-عارفی-هزارجریبی-بختیاری اشاره کرد، در موردعلت نامیده شدن سوته ده سه روایت وجود دارد:اول آنکه این روستا در تاریخ گذشته به دلیل هجوم مغول‌ها سوخته باشد دوم اینکه برخی حکایتها دال بر آن است که اسم اصلی آن ستوده ده بوده (به معنای ده مورد تجاوز قرار گرفته) و به خاطر تلفظ مشکل آن به سوته ده تغییر یافته‌است و دلیل آن هم وجود سادات و افراد تأثیرگذار بر منطقه بوده‌است و روایت غالب آنکه این روستا با تجمیع سه روستاتشکیل شده‌است تابه زبان محلی سه تا ده و به مرور سوته ده نام گرفت که جمعیت زیاد روستا در گذشته شاهدی بر این مدعاست، به هر دلیل این روستا افراد تحصیلکرده زیادی را به جامعه تحویل داده‌است که همیمن موضوع نشان می‌دهد که در مقایسه از افراد سالم و با فرهنگ غنی برخوردار است. 
شغل غالب ساکنان روستا کشاورزی بوده و از محصولات آن می‌توان به برنج، گندم، سویا، کلزا، صیفیجات والبته مرکبات اشاره کرد. متأسفانه وضعیت کشاورزی این روستا همانند روستاهای دیگر استان دچار افت شده‌است و گاهی نیز موجب شده که برخی از روستاییان زمین‌های خود را فروخته و مهاجرت نمایندبه‌طوری‌که این پدیده به ویژه مهاجرت تحصیل کرده‌ها یکی از موانع توسعه روستامحسوب می‌شودنکته جالب آنکه مهاجران روستا در مراسم اعیاد یا سوگواری‌ها به روستا بازمی‌گردند. 